# 베르무트

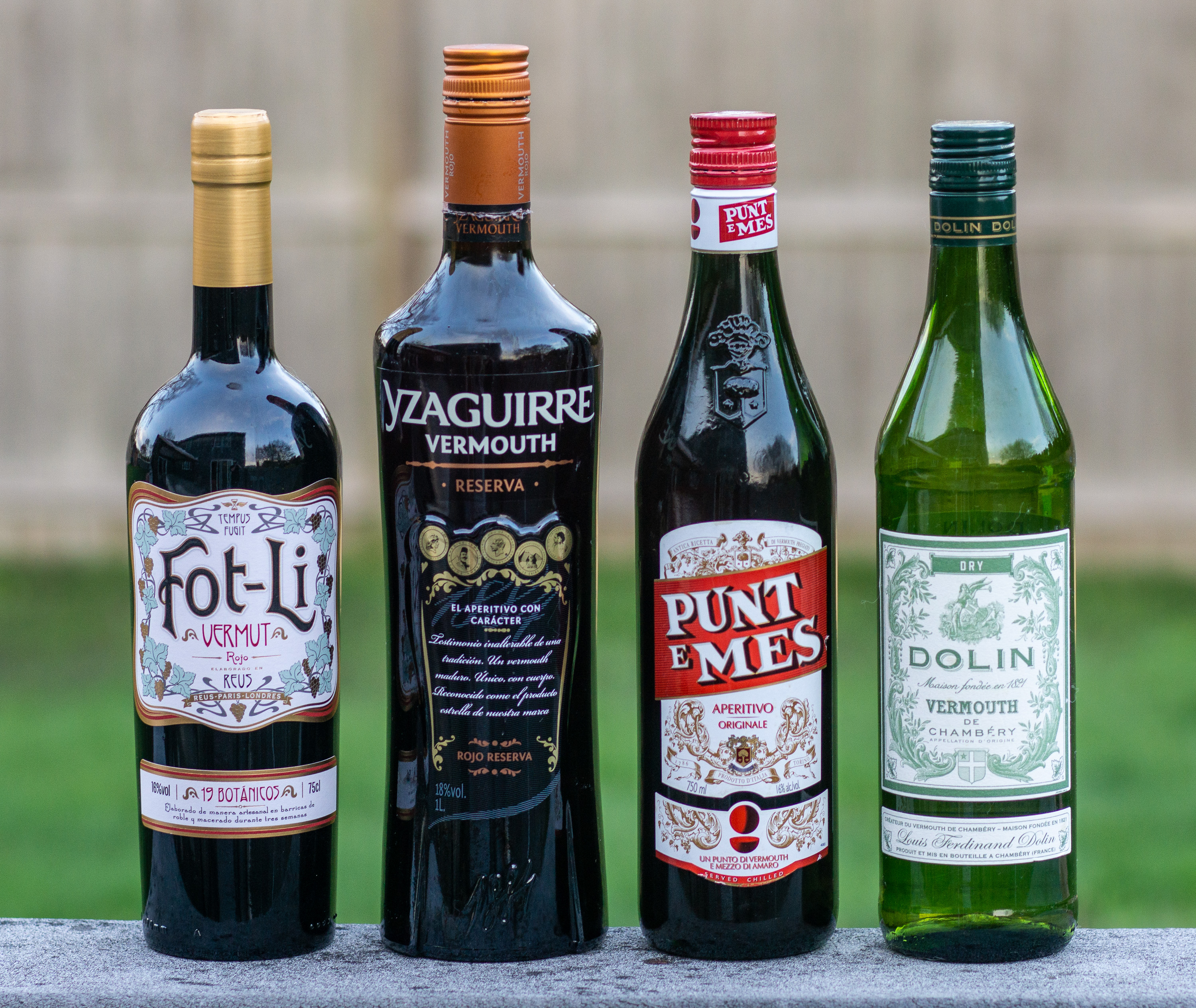
4병의 베르무트: 스페인의 붉은 베르무트, 이탈리아의 푼테 메스, 프랑스의 건조 베르무트, 돌린

베르무트(vermouth, /vərˈmuːθ/, UK also /ˈvɜːməθ/)는 와인의 한 종류로, 몇 가지 향료를 우려서 만든다.
다양한 식물(뿌리, 나무껍질, 꽃, 씨앗, 허브 및 향신료)로 맛을 내고 때로는 색을 입힌 방향족 강화 포도주이다. 현대 버전의 음료는 18세기 중후반 이탈리아 토리노에서 처음 생산되었다. 버몬트는 전통적으로 약용으로 사용되었지만 나중에는 식전주로 제공되었으며 토리노의 세련된 카페에서는 24시간 손님들에게 제공했다. 19세기 후반에는 마티니, 맨해튼, 롭 로이, 네그로니 등 칵테일의 핵심 재료로 바텐더들에게 인기를 끌었다. 아페리티프 또는 칵테일 재료로 소비되는 것 외에도 버몬트는 때때로 요리에서 화이트 와인의 대안으로 사용된다.
역사적으로 버몬트에는 스위트와 드라이의 두 가지 주요 유형이 있다. 수요와 경쟁에 부응하여 베르무트 제조업체는 엑스트라 드라이 화이트, 스위트 화이트(블랑 또는 비앙코), 레드(장미), 호박색 및 로제를 포함한 추가 스타일을 만들었다.
베르무트는 중성 포도 와인 또는 발효되지 않은 와인 머스트로 시작하여 생산된다. 각 제조업체는 기본 와인, 기본 와인에 증류주를 더한 것 또는 증류주에만 알코올을 추가하고 향기로운 허브, 뿌리, 나무껍질로 구성된 건조 성분의 독점 혼합물을 첨가한다. 와인의 향을 강화하고, 강화 이후에 버몬트는 스타일에 따라 사탕수수 설탕이나 캐러멜 설탕으로 단맛을 낸다.
이탈리아와 프랑스 회사는 전 세계에서 소비되는 버몬트의 대부분을 생산한다. 그럼에도 불구하고 2022년 호주 회사는 런던에서 열린 월드 베르무트 어워즈(World Vermouth Awards)에서 엑스트라 드라이 버무스로 금메달을 수상했다. 드라이 및 세미 스위트 부문 모두에서 "최상위"로 판정되었다.

## 같이 보기
- 아마로
- 비터스
- 강화 포도주